# Шантонне
Шантонне (фр. Chantonnay) — коммуна на западе Франции, регион Пеи-де-ла-Луар, департамент Вандея, округ Ла-Рош-сюр-Йон, центр кантона Шантонне. Расположена в 33 км к востоку от Ла-Рош-сюр-Йон и в 73 км к юго-востоку от Нанта, в 15 км от автомагистрали А83.
Население (2019) — 8 394 человека.

## История
Территория коммуны Шантонне была заселена с доисторических времен,о чем свидетельствует две группы мегалитов, одна из которых состоит из 3 предметов, датируемых средним палеолитом, вторая – из 11 предметов периода неолита.
В галло-римский период Шантонне находилась на пересечении двух римских дорог. Свое название она получила от римского лагеря campus antonini (лагерь Антония). Археологические раскопки обнаружили на территории коммуны фрагменты галло-римских вилл. В Средние века поселение принадлежала виконтам Туар.
В XV веке Шантонне был крупным торговым и ремесленным центром области Нижнее Пуату. Торговцы из Страны басков приезжали на местные ярмарки, чтобы приобрести полотна тканей в обмен на мулов.
В XVI веке в Пуату проникли идеи Реформации. Во время Религиозных войн после убийства герцога де Гиза в 1563 году в Шантонне собрался синод протестантских пасторов со всей провинции.
15 марта 1793 году группа крестьян во главе с Шарлем Сапино де Ла Верри и Шарлем де Руараном, двигавшаяся по дороге Нант-Брест, заняла Шантонне. Это действие стало одним в цепи событий, вызвавших Вандейский мятеж. 17 марта республиканские войска во главе с генералом Луи Анри де Марсе захватил город и заставили повстанцев отступить на север. Спустя два дня, 19 марта, его армия, бросившаяся в погоню за крестьянами Вандеи, потерпела от них поражение у моста Пон-Шаррон в битве, которая на нескольких месяцев определяла преимущество повстанческих сил в Вандее.  
Во время наступления республиканских войск 25 июля 1793 г. в окрестностях Шантонне рядом с мостом Пон-Шарро был застрелен генерал вандейских повстанцев Шарль Сапино де Ла Верри. Мост Пон-Шарро с 5 низкими арками иногда путают с мостом Пон-Шаррон, состоящим из одной высокой арки, также расположенным над рекой Гран-Ле, но ниже по течению. Оба моста были построены в XVIII веке. Рядом с местом гибели генерала установлен памятный крест. Шантонне был взят республиканскими войсками только после разгрома вандейской армии при Люсоне 14 августа 1793 года.
Император Наполеон Бонапарт посетил Шантонне в 1808 году, направляясь из Байонны в Ла-Рош-сюр-Йон. Прибыв в город 7 августа, он уехал на следующий день. По дороге ему показали поле битвы у Пон-Шарро со словами: «Сир, этот мост знаменит в Вандее так же, как Аркольский мост».
Угольные шахты разрабатывались с середины XIX века до 1884 года, когда были закрыты из-за низкого качества угля.
5 августа 1812 близ Шантонне упал метеорит, названный по имени населённого пункта.
В 1964 году в состав коммуны Шантонне вошли соседние коммуны Пюибельяр и Сен-Марс-де-Пре, а в 1972 году – коммуна Сен-Фильбер-дю-Пон-Шарро.

## Достопримечательности
- Мост Пон-Шаррон
- Мост Пон-Шарро, место гибели генерала Сапино де Ла Верри
- Усадьба Понсе XV-XIX веков

## Экономика
Крупный промышленный центр с такими значимыми предприятиями, как Fleury Michon, Doux, Pubert, Gautier и другие.
Структура занятости населения:
- сельское хозяйство — 4,0 %
- промышленность — 33,2 %
- строительство — 5,4 %
- торговля, транспорт и сфера услуг — 33,2 %
- государственные и муниципальные службы — 24,2 %

Уровень безработицы (2018) — 9,5 % (Франция в целом —  13,4 %, департамент Вандея — 10,5 %). 

Среднегодовой доход на 1 человека, евро (2019) — 20 380 (Франция в целом — 21 730, департамент Вандея — 21 550).

## Демография
Динамика численности населения, чел.

## Администрация
Пост мэра Шантонне с 2020 года занимает Изабель Муане (Isabelle Moinet). На муниципальных выборах 2020 года возглавляемый ею правый список победил в 1-м туре,получив 69,66 % голосов.
| Период | Период | Фамилия       | Партия                                                                   | Примечания |
| ------ | ------ | ------------- | ------------------------------------------------------------------------ | --- |
| 1953   | 1995   | Мишель Крюсис | Национальный центр независимых и крестьян Союз за французскую демократию | адвокат, член Регионального совета Пеи-де-ла-Луар, президент Генерального совета департамента, депутат Национального собрания, сенатор |
| 1995   | 2020   | Жерар Вийет   | Объединение в поддержку Республики, Разные правые                        | фармацевт, член Регионального совета Пеи-де-ла-Луар, вице-президент Генерального совета департамента                                   |
| 2020   |        | Изабель Муане | Разные правые                                                            | государственный служащий, член Совета департамента                                                                                     |

## Города-побратимы
- Эберманштадт, Германия

## Экология
Среди посёлков и деревень Шантонне проводился конкурс цветов (2007 участников). Первое место получили 2007 участников.

## Галерея

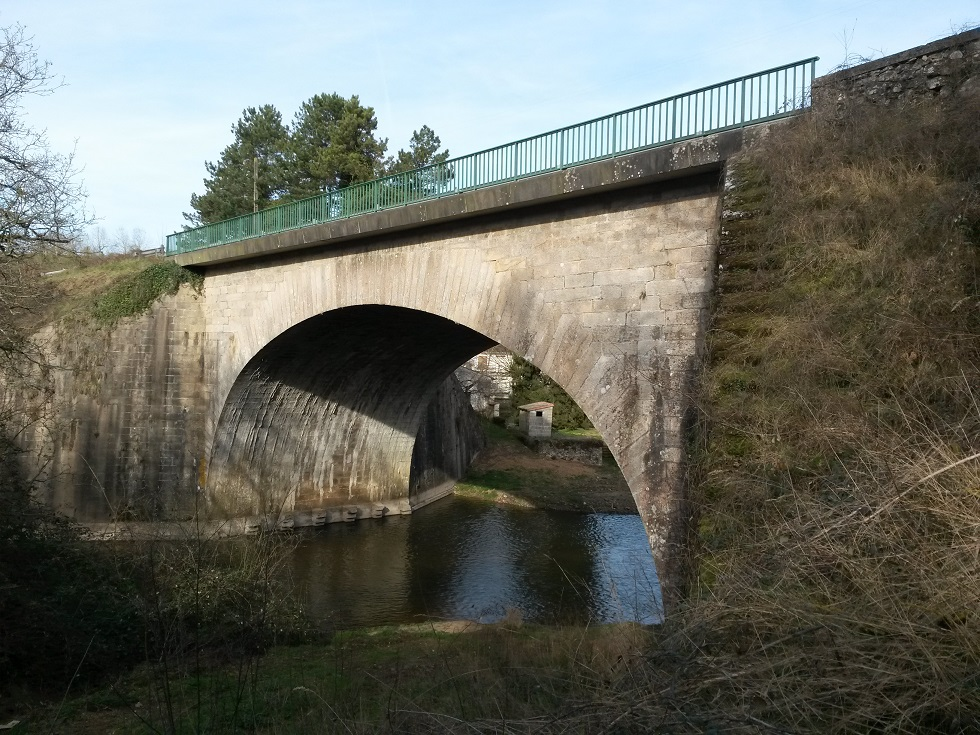
Мост Пон-Шаррон
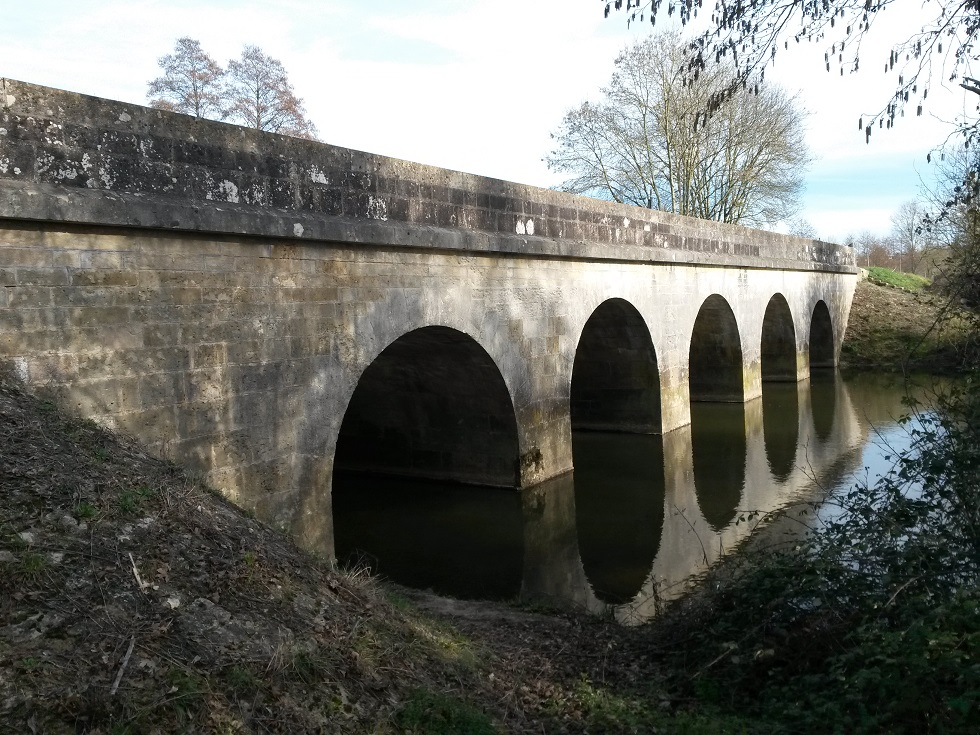
Мост Пон-Шарро
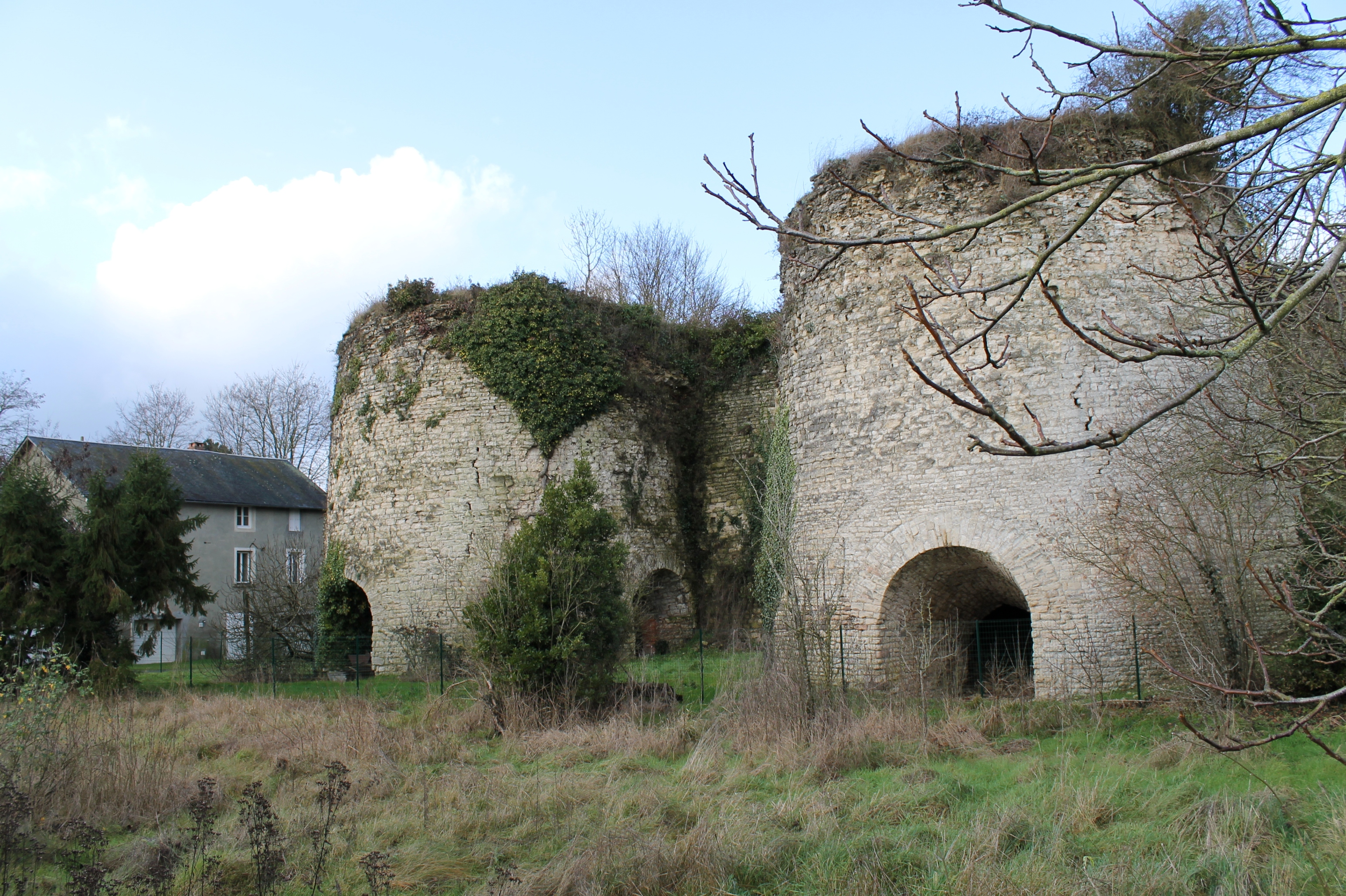
Развалины средневекового шато
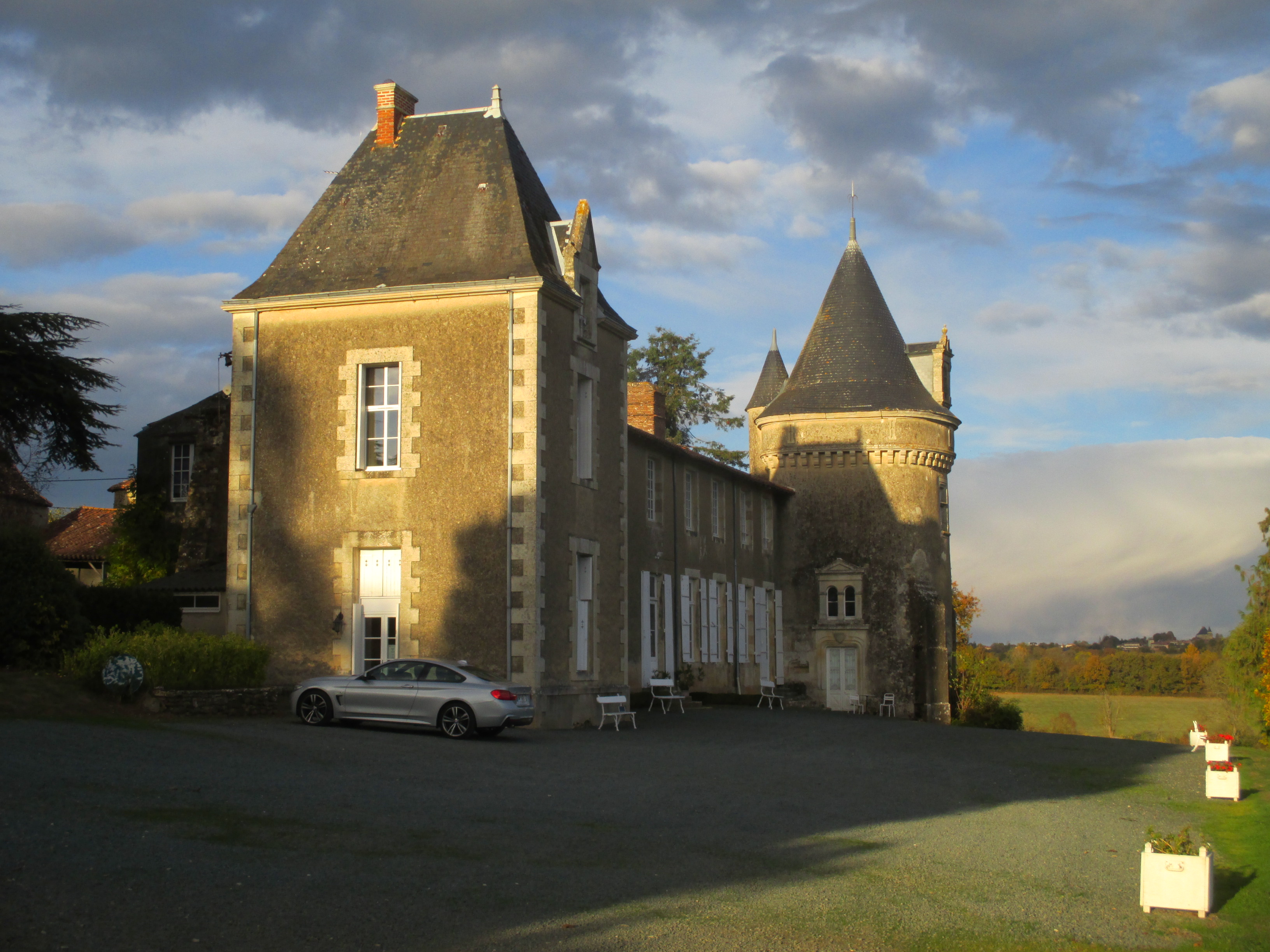
Усадьба Понсе